# Ивенец
Ивене́ц (бел. Івянец) — гороцентр Ивенецкого поссовета. По состоянию на 1 января 2025 года численность населения составляет 3 805 человек.
Расположен в холмистой и лесистой местности на реке Волме в 31 км от Воложина, 40 км от станции Койданово на линии Минск — Барановичи, автомобильными дорогами соединен с Минском, Дзержинском, Воложином, Столбцами, Новогрудком.
План Ивенца исторически сложился по традиционной схеме: сеть улиц берёт своё начало от торговой площади, расположенной в середине поселения. От площади лучами расходятся шесть улиц. Из них три переходят в дороги на Раков (теперь ул. 17 Сентября), Столбцы (ул. Комсомольская), Дзержиново (ул. 1 Мая).

## Геральдика
Герб Ивенца (1998) представляет собой половину фигуры льва золотистого цвета на красном фоне с золотой короной вверху. Образ льва взят с родового герба Сологубов — бывших владельцев Ивенца, верхняя часть (корона) напоминает о том, что в XVIII в. Ивенец был центром Ивенецкого графства.

## История
Известен с XIV века как частновладельческое поселение Великого князя Литовского Витовта, позже принадлежал князю Андрею Владимировичу, внуку князя Великого князя Ольгерда, в XVІ и XVIIII веке Сологубам, а с 1808 до 1884 — Плевако.
Последним владельцем Ивенца на протяжении почти двадцати лет XX века был Драгунцев.
С 1793 в составе Российской империи, местечко, центр волости Минского уезда.
В 1886 году в Ивенце насчитывались две еврейские школы, богадельня, 17 гончарных заводов (мастерских), мельница, постоялый двор, 35 лавок (маленьких частных магазинов), большинство которых принадлежало евреям, недалеко были пивоваренный, винокуренный, известковый заводы.
В 1869 году в Ивенце было открыто народное училище. В нём обучались 75 мальчиков. В 1902—1913 годах действовало ещё и городское четырёхклассное училище для детей богатых вельмож. В 1909 году по ходатайству влиятельных мещан открылось начальное училище, программа которого была рассчитана на 4 класса гимназии. Здесь только не изучали иностранных языков. Существовала в Ивенце и так названная еврейская школа, где на частные средства учились дети богатых родителей. Школа размещалась в частном доме, не имела очерченной программы.
Была в Ивенце небольшая больница с амбулаторией товарищества Красного Креста, один врач, три фельдшера и несколько санитарок.
Во время национально-освободительного восстания под предводительством композитора-патриота М. К. Огинского повстанцев двигался из Ошмян через Вишнево и Воложин на Минск и дошёл до Ивенца. Но тут он узнал, что Минск очень хорошо укреплён, и решил отступить.
Не обошли Ивенец исторические события Отечественной войны 1812 года. Здесь мужественно воевали с противником верные сыновья России под командованием генерала Дорохова, но под натиском превосходящих сил противника вынуждены были отступить.
В 1897 — 2670 жителей.
В 1905 – 1907 годах в Ивенце был построен на католическом кладбище костёл (красный), который сохранился и в настоящее время.
В XIX столетии Ивенец населяли католики (поляки), евреи и в значительно меньшем количестве белорусы и русские.
В 1918 оккупирован немецкими войсками.
В 1919—1920 в местечке находились польские войска.
Во время империалистической войны Ивенец стал прифронтовым посёлком. Здесь находился штаб 10-й армии. В это время по решению Московского комитета партии на Западный фронт приезжает выдающийся деятель Ленинской партии М. В. Фрунзе. Всю весну и часть лета 1916 года он прожил в Ивенце в доме А. Ф. Пупко.
По Рижскому договору 1921 года Ивенец входил в состав Польши, местечко Воложинского повята (1921—1939), был приграничным посёлком. В 1921 году в местечке была открыта семилетняя школа с польским языком обучения.
После освобождения Западной Беларуси из-под белопольской власти в Ивенце было создано временное управление, которым руководил коммунист Ряжинский, и отряд Рабочей и Крестьянской гвардии. Управление в короткий срок установило новый порядок, организовало обеспечение населения товарами первой необходимости.
По решению 5-й Чрезвычайной сессии Верховного Совета СССР, которая состоялась в ноябре 1939 года, Беларусь вошла в состав Советской Республики. В Ивенце произошли огромные перемены. Начали работать райпромкомбинат, гончарный завод, лесозавод и другие предприятия. Появились школа, библиотека, больница.
В январе 1940 года образован Ивенецкий район с административным центром в Ивенце. Начали издаваться районная газета и газета при политическом отделе МТС. 15 декабря 1940 года был избран районный и сельские Советы депутатов трудящихся.
В 1941—1944 гг. под немецкой оккупацией. В апреле 1943 года было образовано Ивенецкое партизанское соединение. Командовал им первый секретарь Ивенецкого межрайонного комитета КП(б)Б Я.А.Сидорок (Дубов). В соединении насчитывалось 4,5 тысячи партизан. 18 июня 1943 года был разгромлен вражеский гарнизон в Ивенце при самом активном участии Казимира Дзержинского – родного брата Ф.Э.Дзержинского – и его жены Люции.
Сразу после освобождения Ивенца партийная организация мобилизовала рабочих на восстановительные работы. Семилетняя школа была преобразована в среднюю, и уже в 1947 году девять выпускников получили аттестат о среднем образовании. В 1957 году школе было присвоено имя Ф.Э.Дзержинского, а через двенадцать лет вступило в строй новое здание школы на 960 ученических мест. В 1959 году открыта музыкальная школа. С 1957 года посёлок подключён к государственной линии электрообеспечения.
С апреля 1962 в Воложинском районе, с декабря 1962 в Столбцовском районе, с 1965 снова в Воложинском районе.

## Население
Численность населения — 3 805 человек (на 1 января 2025 года).
| Численность населения:                                                                          |
| Графики недоступны из-за технических проблем. См. информацию на Фабрикаторе и на mediawiki.org. |

| 1959 | 1970   | 1979   | 1989   | 2006   | 2018   | 2016   | 2023    | 2024 | 2025   |
| ---- | ------ | ------ | ------ | ------ | ------ | ------ | ------- | ---- | ------ |
| 2925 | ▲ 3602 | ▲ 4434 | ▲ 4939 | ▼ 4503 | ▼ 4214 | ▼ 4178 | ▼ 3 874 |      | ▼3 805 |

## Экономика
- Завод художественной керамики
- Ивенецкое ЖКХ
- Кондитерская фабрика «Слодыч»
- Splendor (латексные краски)
- «Нептун» ОАО «Союзпищепром» — изделия из жести (крышки, банки для консервов)
- ЧТПУП «Функе-Бел» — деревообрабатывающее предприятие, изготавливающее забор и декоративные деревянные сооружения
- ЧПУП «Шаг-плюс», ОДО «Иргуз» — предприятия, выпускающие гофрокартон и гофротару
- АП ООО «Агросервис-6» — мясоперерабатывающее предприятие, специализируется на выпуске мясных и колбасных изделий
- ООО «Ивенецкая птушка» — первое в Беларуси производство яиц от кур-несушек на свободном выгуле
- Ивенецкое лесничество — структурное подразделение РУП «Воложинский РКБО»
- СООО С-ТЭНК — производитель емкостей для систем отопления и ГВС

Ивенец известен как один из гончарных центров Беларуси. Продукция вывозилась не только в окрестные сёла и местечки, но и на рынки Вильно и Минска. Гончарный промысел в посёлке существует и ныне.

## Культура

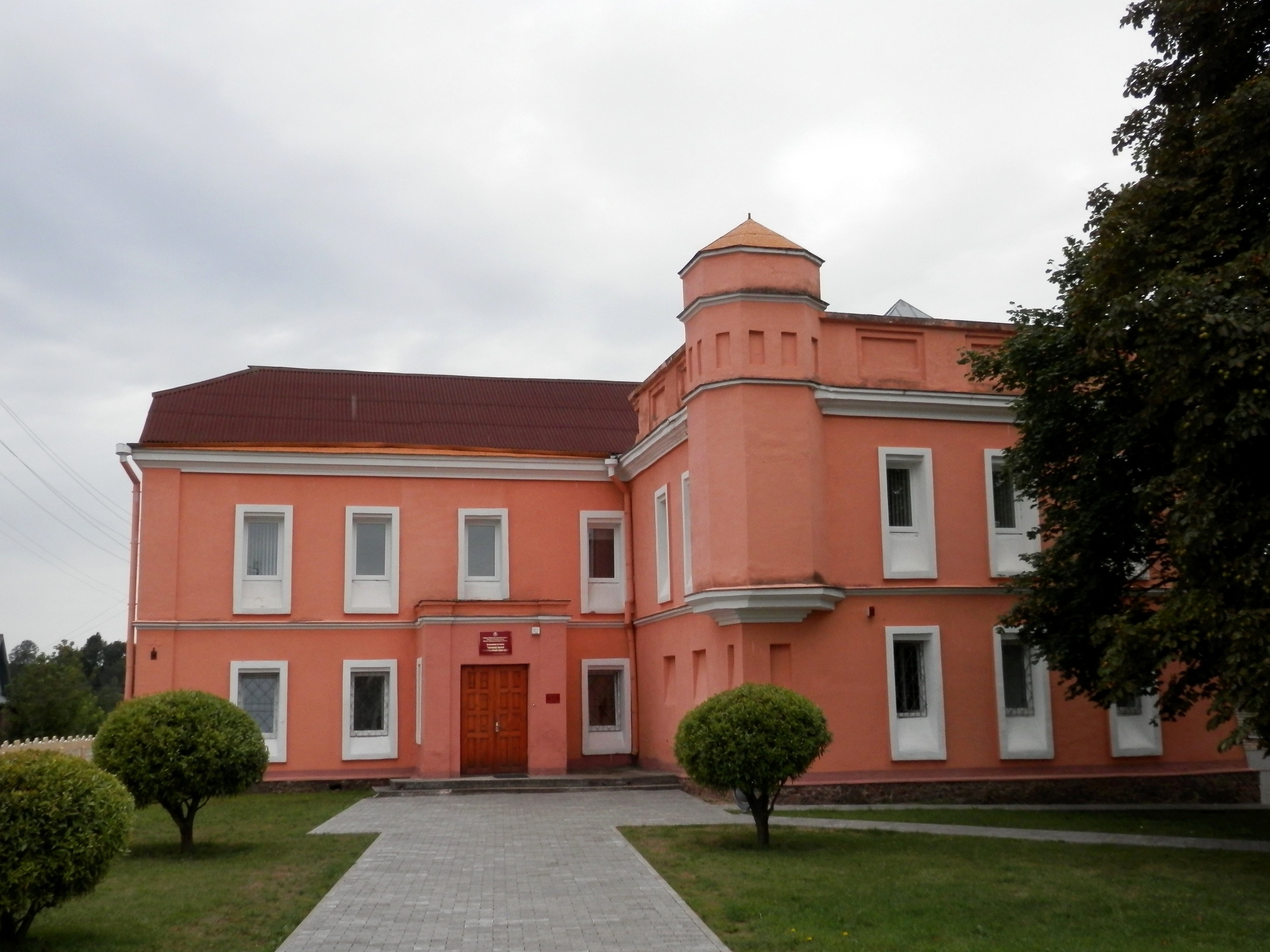
Музей традиционной культуры

- Государственное учреждение «Ивенецкий музей традиционной культуры»[13]
- Государственное учреждение культуры «Ивенецкий Дом культуры»

#### Коллективы
- Образцовый театр кукол «Вандроўка»
- Народный хореографический коллектив «Журавінка»

## Достопримечательности
- Костёл Святого Михаила Архангела и монастырь францисканцев («Белый костёл», 1740—1749 гг., зодчий А. Чехович; реставрирован в 1856—1860, арх. В. Белявский). Памятник архитектуры барокко
- Костёл Святого Алексея («Красный костёл», 1905—1907 гг.). В стиле неоготики
- Усадьб Плевако (нач. XX в.)
- Синагога (1912)
- Придорожная часовня
- Братская могила (1941—1944), пл. Свободы
- Свято-Евфросиниевская церковь в неовизантийском стиле
- Дом-музей Аполлинария Флориановича Пупко (1893-1984), народного мастера, резчика по дереву и художника (XIX в.)

#### Памятник, скульптура
- Памятник В. И. Ленину
- Памятник Иоанну Павлу II
- Памятник Ф. Э. Дзержинскому, созданный в 1953 году белорусским скульптором, народным художником БССР Заиром Азгуром
- Памятник на братской могиле партизан и советских воинов
- Памятная доска в честь Э. А. Коверского — военного топографа и геодезиста, известного картографа, инициатора строительства костёла Святого Алексея[14]

#### Утраченное наследие
- Костёл Святой Троицы (1745)
- Церковь, построенная на месте костёла Св. Троицы

## Галерея

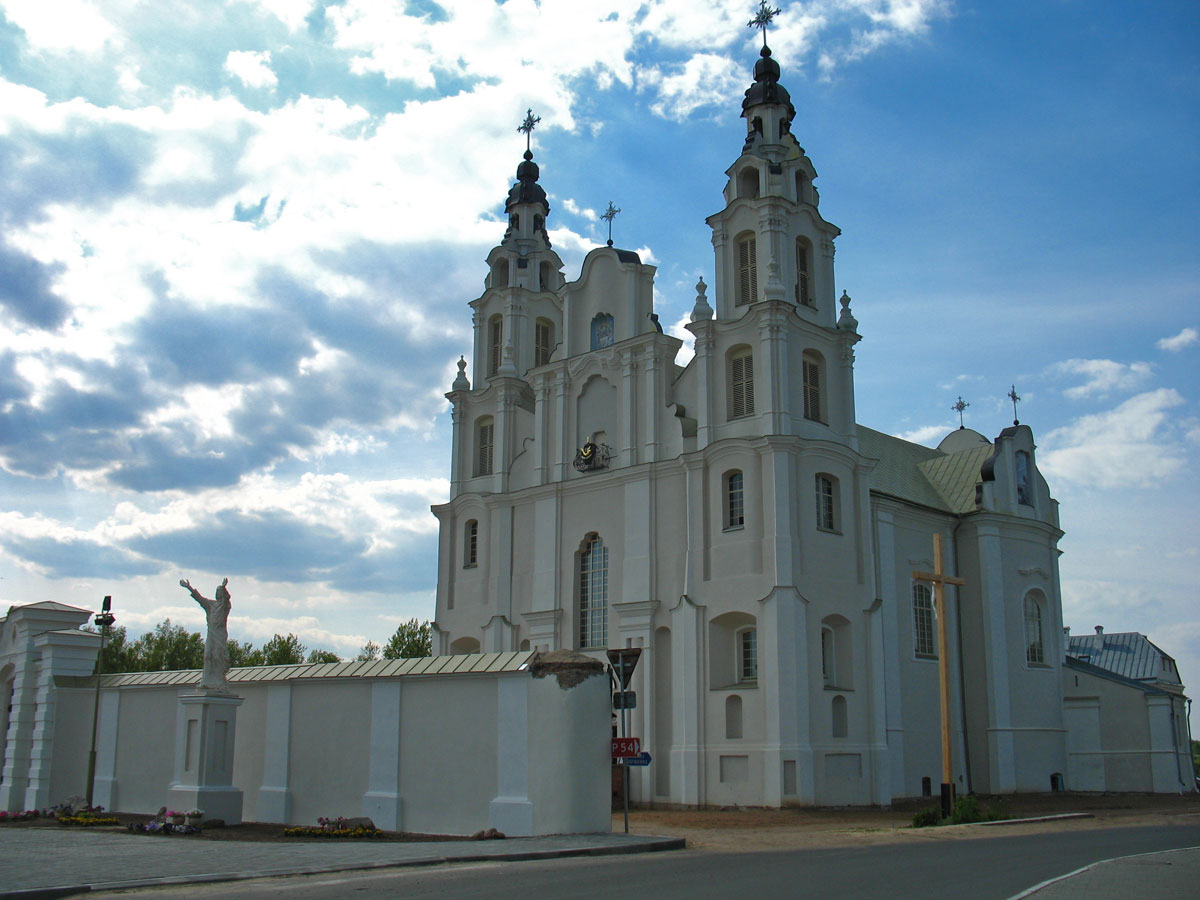
Костёл Святого Михаила Архангела («Белый костёл»)
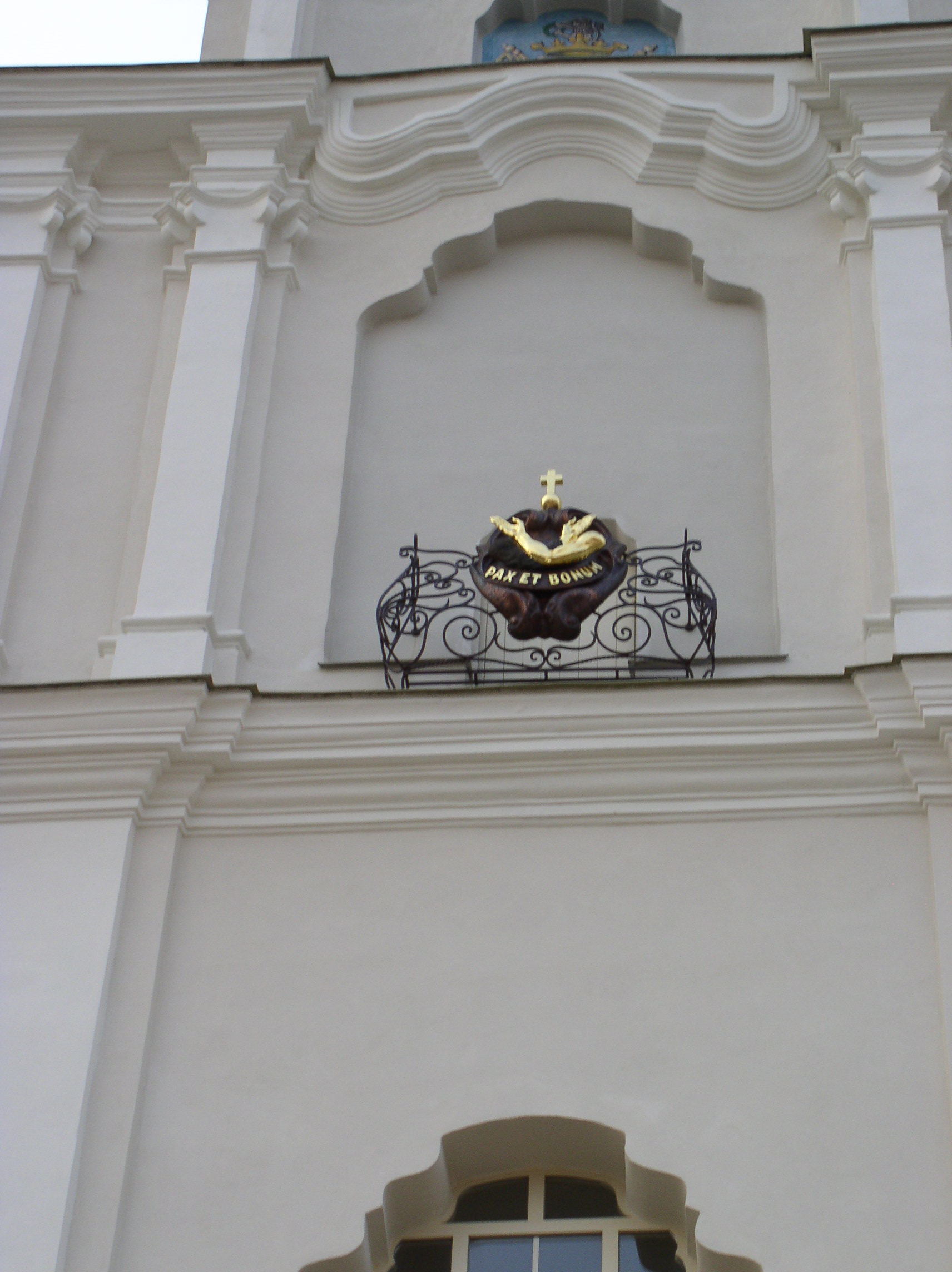
«Белый костёл», главный вид
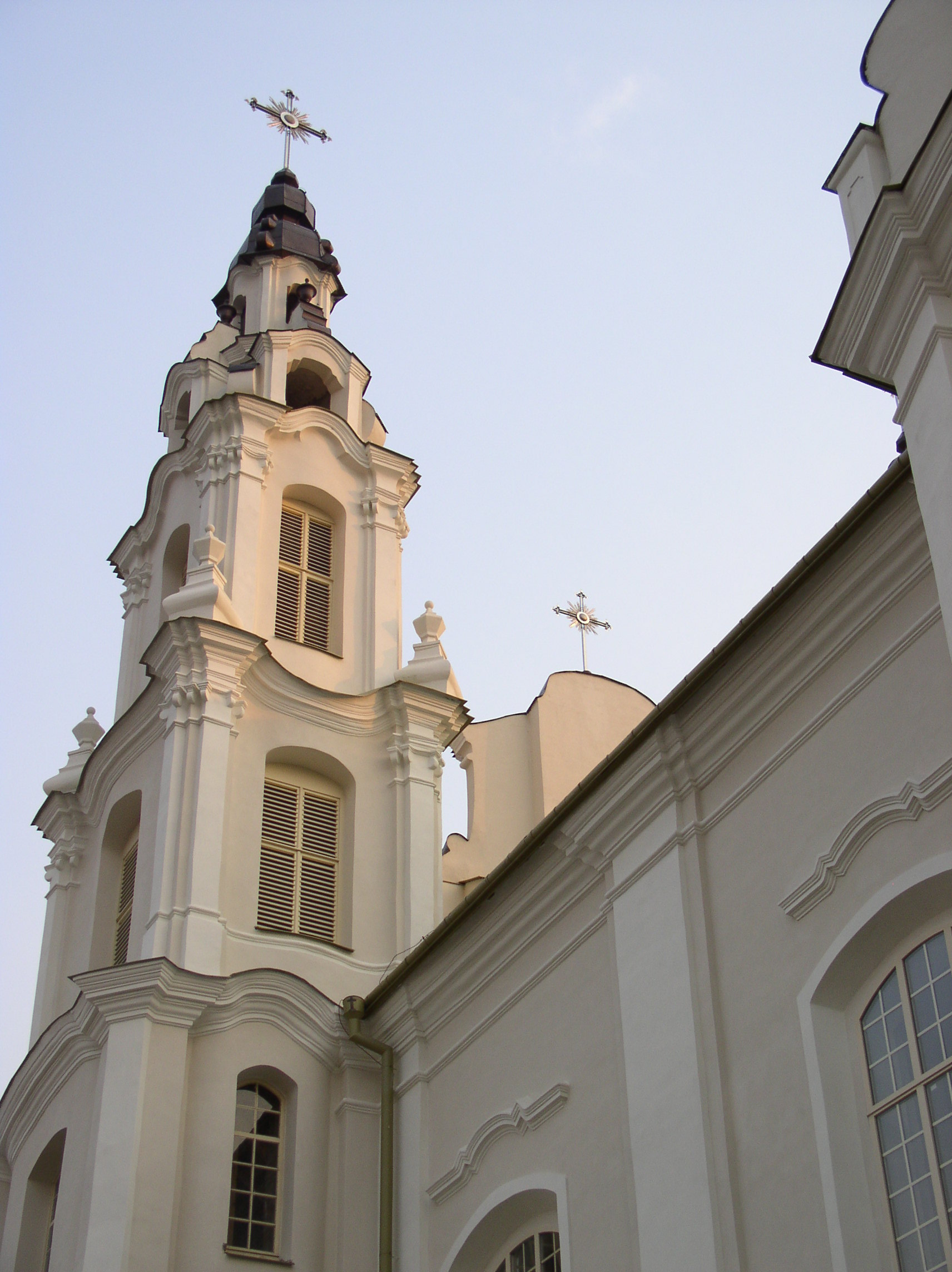
«Белый костёл», колокольня
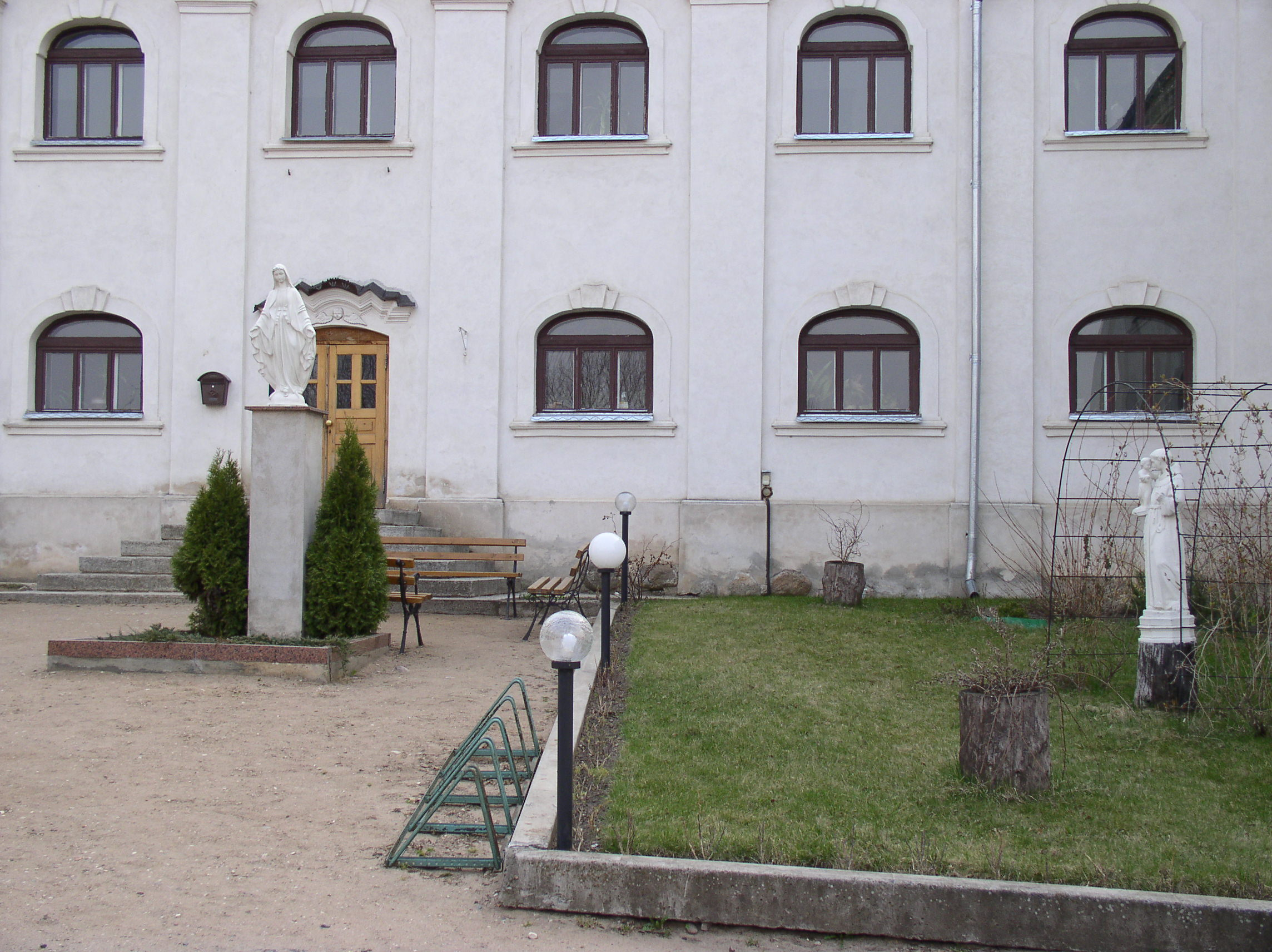
Монастырь Францисканцев
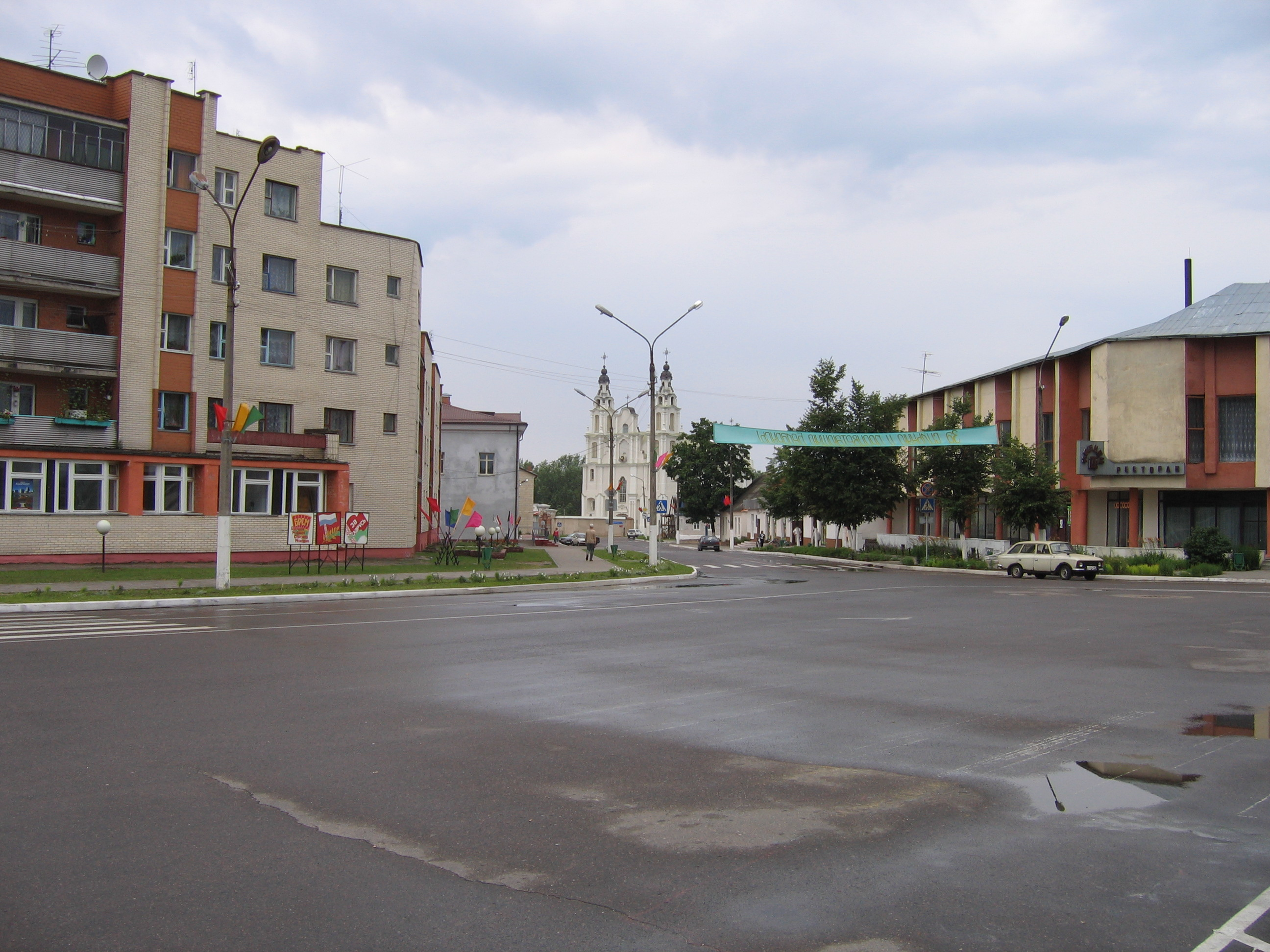
В центре местечка
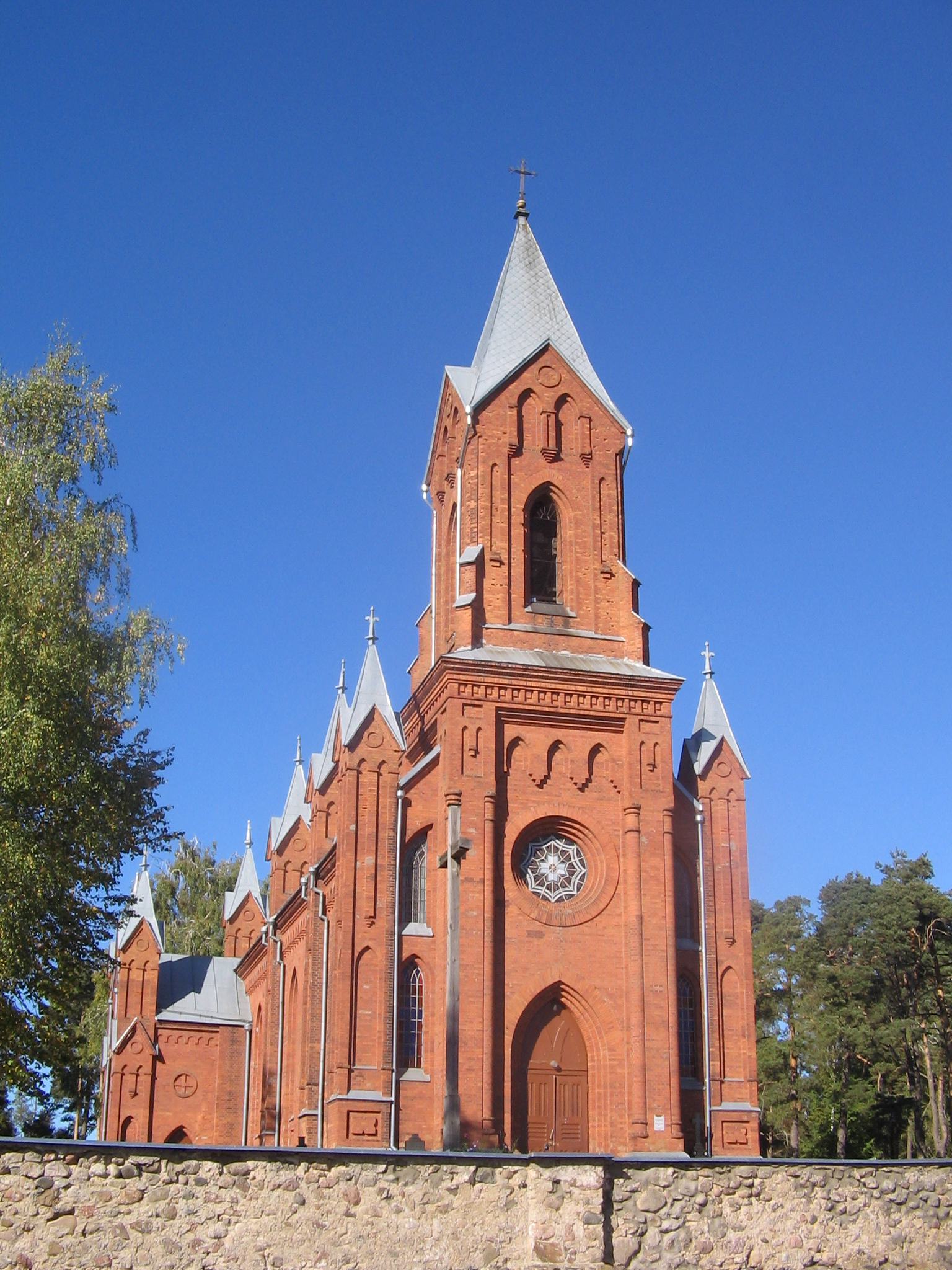
Костёл Святого Алексея («Красный костёл»)
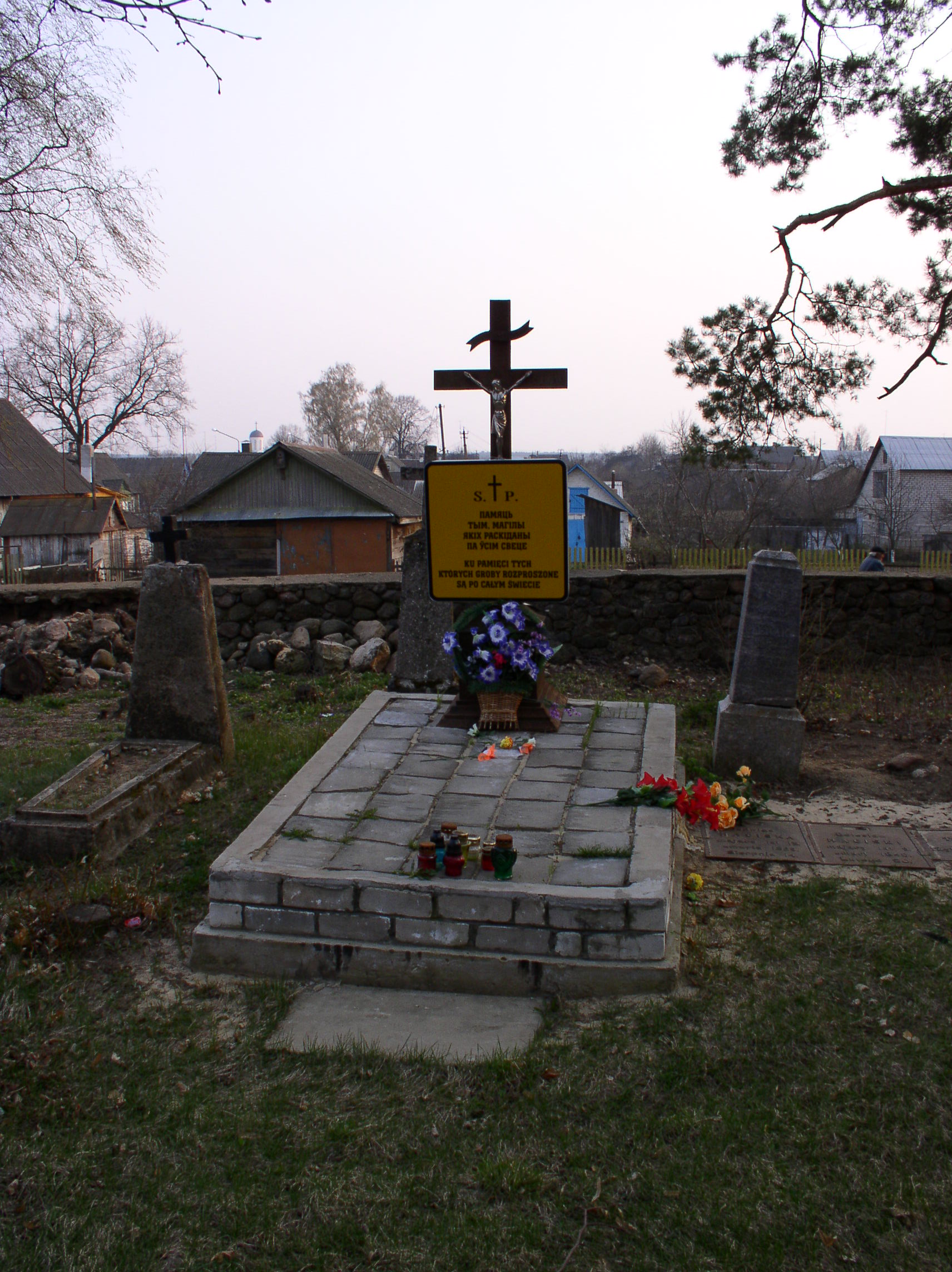
Католическое кладбище
Памятник Иоанну Павлу II
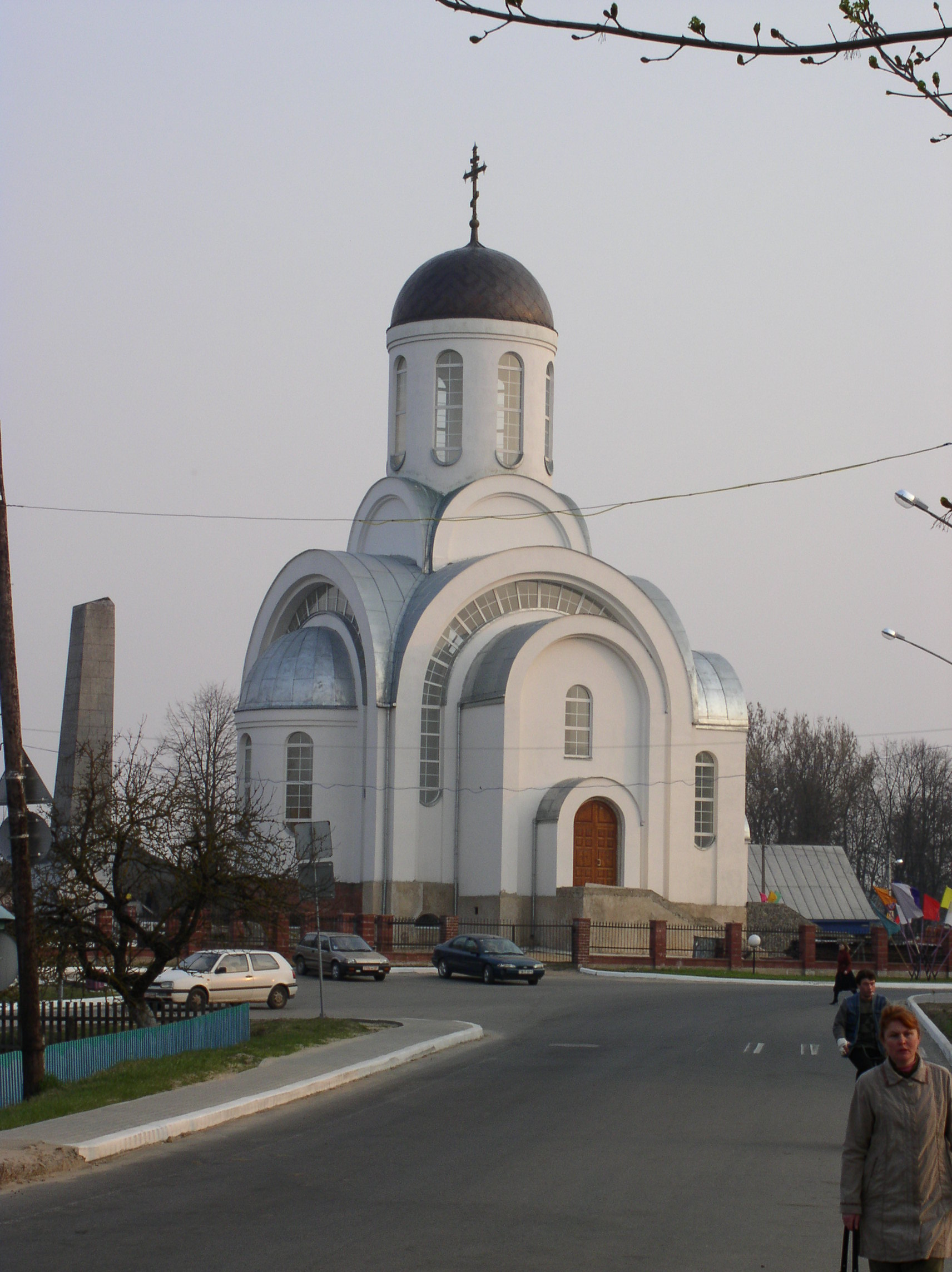
Храм преподобной Евфросинии Полоцкой
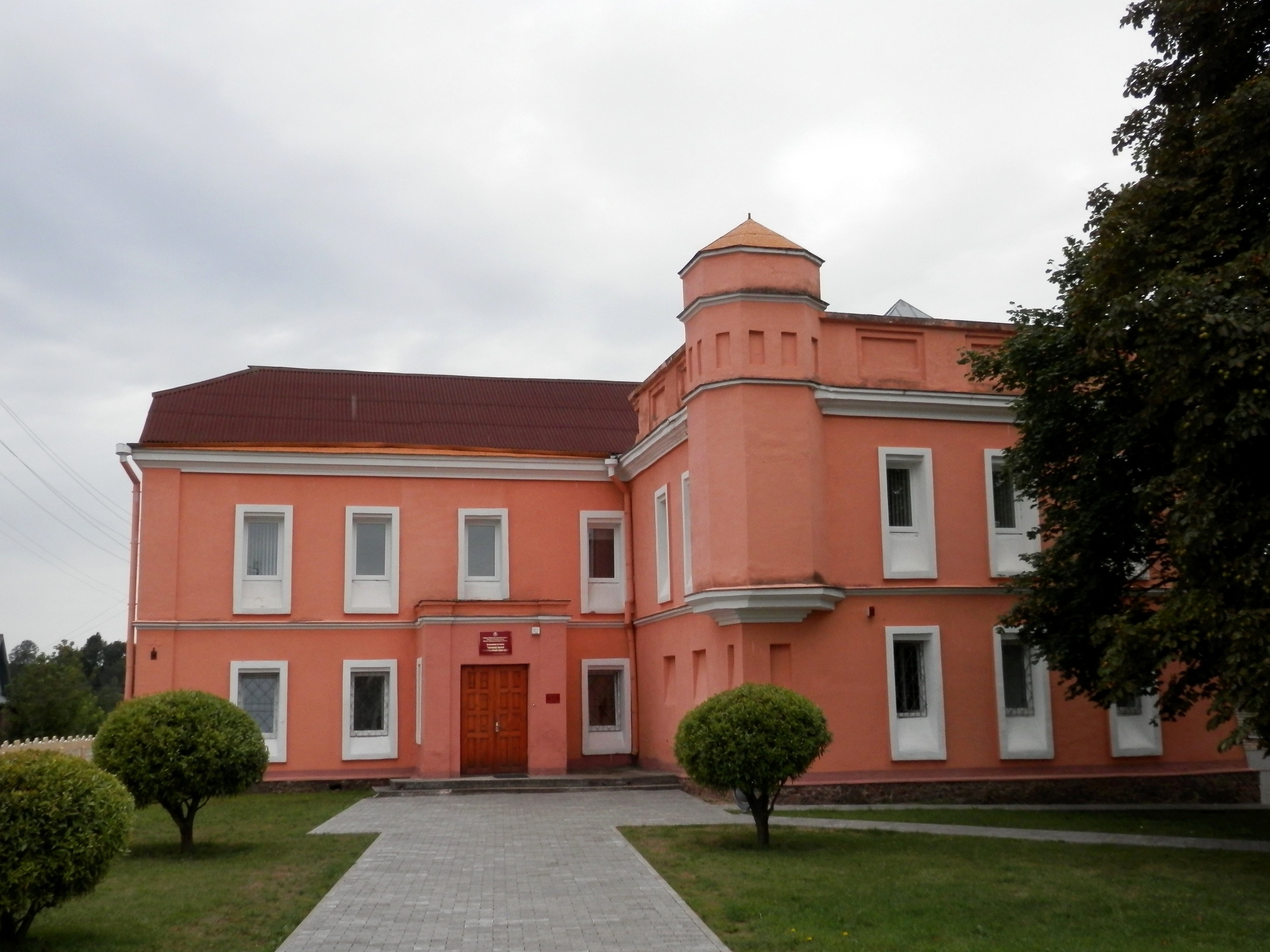
Музей традиционной культуры
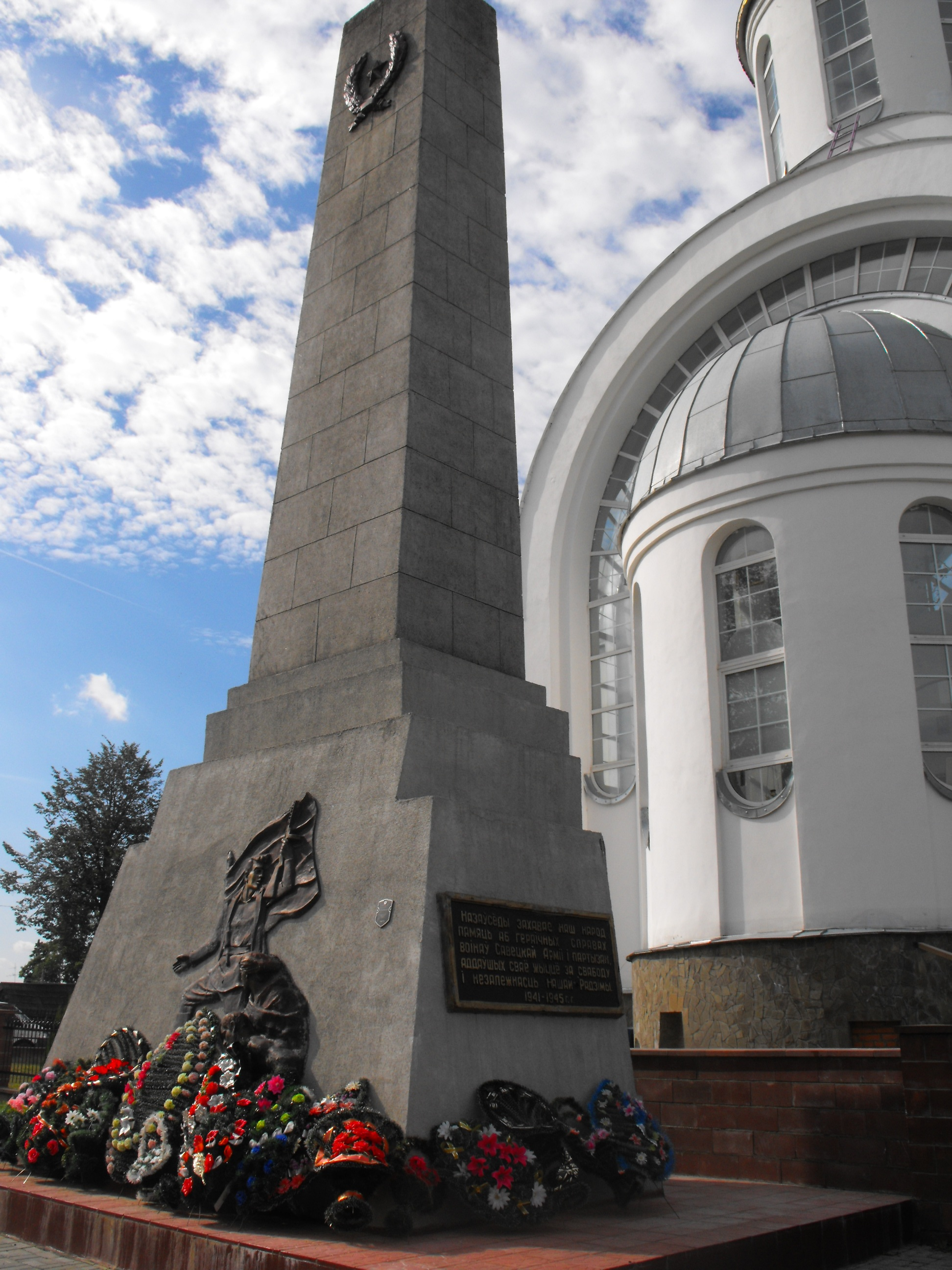
Памятник на братской могиле партизан и советских воинов
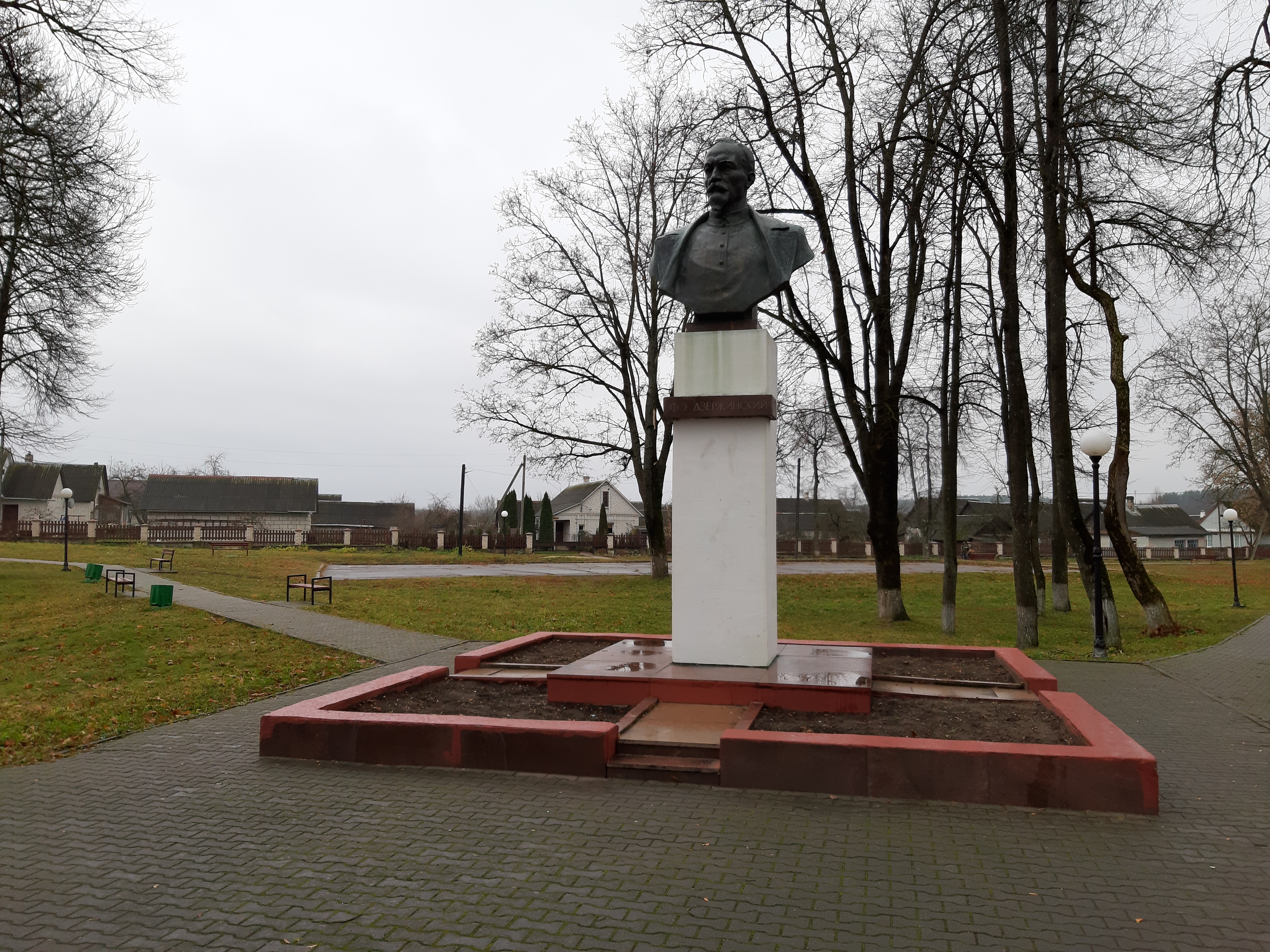
Памятник Ф. Э. Дзержинскому